# 중간계 전투
반지의 제왕: 중간계 전투(The Lord of the Rings: The Battle for Middle-earth)는 EA 로스앤젤레스가 마이크로소프트 윈도우용으로 기획한 실시간 전략 비디오 게임이다. J. R. R. 톨킨의 원작 소설을 바탕으로 한 피터 잭슨의 반지의 제왕 삼부작을 바탕으로 하였다. 이 게임은 영화의 짧은 비디오 클립과 호빗과 마법사를 포함한 여러 성우를 사용하였다. 2004년에 제작되었으며, 속편인 중간계 전투2가 2006년에 개발되었다.
중간계 전투2와 마찬가지로 일렉트로닉 아츠의 반지의 제왕 지적 재산권 사용 계약이 만료되면서 온라인 게임이 2010년 12월 31일에 폐쇄되었지만, 비공식을 사용하여 온라인으로 플레이 할 수 있다.

## 게임 플레이 및 구성

중간계 전투 게임 중 미나스 티리스의 벽에서 발사되는 투석기

중간계 전투는 실시간 전략 게임이다. 자원을 수집하여 군사를 생산할 수 있으며, 건물은 게임이 시작되고 지정되어 있는 슬롯에서만 건설할 수 있다. 유일한 자원은 양쪽 자원 전용 건물에서 무한정 생산된다. 종족은 로한과 곤도르, 아이센가드의 우루크하이와 모르도르의 오크들이다.
현대 RTS 타이틀의 트렌드에 따라 기본 유닛은 그룹으로 운영되고 주요 캐릭터는 영웅 유닛으로 대표된다. 유닛의 약점과 강점은 일종의 가위바위보 형식으로 구성되어 있다. 기병은 쏠 시간이 많지 않아 궁수를 이기고 근접전을 벌이고, 창병은 기병을 이기고, 검사는 창병을, 궁수는 검사를 이긴다. 불은 엔트와 무마킬, 트롤을 이긴다.
곤도르의 영웅은 피핀, 파라미르, 보로미르, 간달프이며, 로한의 영웅은 메리, 에오윈, 에오메르, 세오덴, 김리, 레골라스, 아라고른 및 나무수염이다. 모르도르의 영웅은 골룸과 두명의 나즈굴, 앙그마르의 마술사왕이다. 프로도, 샘과 쉴로브는 다양한 캠페인에서 활용할 수 있지만 스커미쉬 전투에서는 사용할 수 없다.

### 스커미쉬 모드
스커미쉬 모드를 사용하면 사용 가능한 맵 중 하나에서 솔로 또는 멀티 플레이로 짧은 게임을 할 수 있다. 플레이어는 곤도르, 로한과 아이센가드와 모르도르 중에서 자신의 편과 상대편을 고르고 시작한다. 그런 다음 맵을 선택하면 게임이 시작된다.
게임은 자신의 건물이 남아있고, 적의 모든 건물을 파괴하는 것이다. 이를 위해 플레이어는 유닛, 영웅을 모집하고 건물을 건설하고 자원을 축적해야 한다. 플레이어는 파워 포인트를 모아 발록, 엔트와 독수리를 생성 할 수 있으며, 영웅과 대대는 경험치를 얻을수록 강해지고 영웅은 강력한 힘을 얻는다.

### 캠페인 모드
캠페인 모드는 선과 악 캠페인으로 나누어져 있다. 영화의 사건을 다루며, 이러한 캠페인에는 특정한 임무가 주어진다. 최종 임무 전에 플레이어는 지도의 모든 지역을 정복하여 군대의 수준을 높일 수 있다.
선 캠페인은 반지 원정대가 모리아를 건너고, 로스로리엔을 중간 기척지로 이용한 이후에 반지 원정대는 해산되고, 헬름 협곡과 미나스 티리스에서 계속된다. 마지막으로 모르도르의 검은 문 앞에서 전투가 벌어진다. 임무는 프로도가 절대 반지를 파괴할 때까지 버티는 것이다.
악 캠페인의 첫 번째 임무는 팡고른 숲과 로한의 기습으로 아이센가드의 힘을 키우는 것이다. 반지 원정대의 대부분을 제거한 아이센가드의 우루크하이들은 에도라스를 지나 헬름 협곡까지 진출한다. 오스길리아스를 파괴한 후 프로도와 샘을 제거한 우루크하이는 미나스 티리스에서 마지막 전투를 벌인다.
캠페인에서 플레이어는 스커미쉬 모드와 다른 방식으로 파워 포인트를 축적한다. 레벨당 하나의 파워 포인트만 획득할 수 있지만 그 후에는 다음 포인트에 도달하기가 매우 어렵다. 레벨을 쉽게 업그레이드 할 수 있지만 매우 어려운 두 번째 영웅의 레벨도 마찬가지이다.

## 개발

### 음악
중간계 전투는 하워드 쇼어의 반지의 제왕 영화에서 사용되던 음악과 빌 브라운과 제이미 크리스토퍼슨이 하워드 쇼어의 음악을 바탕으로 만든 오리지널 음악이 있다. 중간계 전투의 사운드 트랙은 2006년 8월 28일에 디지털 판매자를 통해 출시되었다. 사운드 트랙에는 22개의 게임 트랙이 있었으며, 총 44분이었다.

### 근무 논란
중간계 전투는 좋지 않은 개발 환경과 긴 근무 시간으로 인해 프로그래머들은 이목을 끄는 노동 소송을 일으켰고 일렉트로닉 아츠는 2006년에 1,490만 달러에 합의했다.

## 평가
일렉트로닉 아츠에 따르면 중간계 전투는 상업적인 성공을 거두었으며, 2004년 말까지 전세계적으로 100만개 이상이 판매되었다. 미국에서 중간계 전투는 2004년 12월에 출시된 이후 2006년 8월까지 23만부가 넘게 판매되었고, 940만 달러 이상을 벌어들였다. 이 기간 동안 미국에서 89번째로 많이 팔린 컴퓨터 게임이었다. 또한 ELSPA로부터 "금" 판매상을 받았으며, 이는 영국에서 최소 20만부가 판매되었음을 나타낸다.
중간계 전투의 평가는 상당히 긍정적이었다. IGN은 이 게임의 시각적 감각과 인상적인 오디오를 칭찬했지만 게임 플레이의 깊이가 부족하다는 점을 지적하면서 "멋진 것은 아니지만 괜찮은 게임"에 8.3점을 주었다. 게임스팟은 8.4점, 또한 "원본 자료에 적합한" 대규모 전투에 중점을 둔 것은 물론 시각적 효과와 음향 효과에 대해서도 언급했다. 게임스파이는 게임을 "최종판을 향상시키는 라이선스의 완벽한 예"라고 5점 만점에 4점을 주었다.

### 수상
중간계 전투는 최고의 전략 게임으로 E3 2004 게임 비평가상, 최고의 전략 게임으로 2005 기가 게임상, E3 2004 에디스 초이스에서 최고로 게임 스파이상을 수상했다. 또한 중간계 전투는 X플레이의 "최고의 전략 게임"과 PC 게이머 US의 "최고의 실시간 전략 게임 2004"상의 후보에 올랐으며, 공교롭게도 두 부문 모두 로마: 토탈 워 게임이 수상했다.

## 후속편
중간계 전투의 후속편은 2006년에 출시되었다. 일렉트로닉 아츠는 J. R. R. 톨킨의 책에 대한 권리를 획득하여 세계관을 더 확장하였고, 그 결과 후속작인 중간계 전투2에서는 영화에 등장하지 않는 톰 봄바딜까지 등장하였다. 중간계 전투2의 확장팩도 2006년에 출시되었다. 중간계 전투2: 마술사왕의 부활이다.

## 같이 보기
- 중간계 전투2
- 중간계 전투2: 마술사왕의 부활